# Список малых базилик Сальвадора
Список малых базилик Сальвадора представляет собой список католических церквей Сальвадора, которым присвоен титул малой базилики. Этот почётный титул присваивается римским папой в ознаменование древности церкви, её исторической важности или значимости как паломнического центра.
По состоянию на 2016 год в Сальвадоре четыре базилики, две из которых являются соборами.
| № | Город         | Название по-русски                   | Название по-испански                                 | Год основания | Дата присвоения титула | Фото | Координаты                      |
| - | ------------- | ------------------------------------ | ---------------------------------------------------- | ------------- | ---------------------- | ---- | ------------------------------- |
| 1 | Сан-Сальвадор | Кафедральный собор Святого Спасителя | Catedral Metropolitana de San Salvador               | 1956          | 10 февраля 1843        |      | 13°41′54″ с. ш. 89°11′27″ з. д. |
| 2 | Сан-Сальвадор | Базилика Божией Матери Гваделупской  | Basílica de la Ceiba de Nuestra Señora de Guadalupe  |               | 25 июля 1960           |      | 13°40′54″ с. ш. 89°14′31″ з. д. |
| 3 | Сан-Висенте   | Церковь Божией Матери Пилар          | Iglesia de Nuestra Señora del Pilar                  | 1769          | 08 декабря 1962        |      | 13°38′35″ с. ш. 88°47′07″ з. д. |
| 4 | Сан-Мигель    | Собор Божией Матери мира             | Catedral Basílica Santuario Nuestra Señora de la Paz | 1913          | 10 октября 1966        |      | 13°40′54″ с. ш. 89°14′31″ з. д. |